# Соловьёва, Александра Францевна
Соловьева Александра Францевна (урождённая Вертёйль (Verteuil); настоящее имя — Аделаида Александрина) (около 1813, Петербург — ?) — оперная певица (колоратурное сопрано).

## Биография
Пению обучалась в Парижской консерватории у Джоакино Россини. Дебютировала на сцене парижского театра «Опера комик» под фамилией Вертёйль.
В 1837, вернувшись в Петербург, дебютировала в партии Нанетты («Сорока-воровка») на сцене петербургского Большого Каменного театра, где пела до конца 1860-х гг.
Была во втором составе премьерного спектакля оперы «Иван Сусанин» в исполнении партии Антониды и готовила партию под руководством М. И. Глинки совместно с первой исполнительницей партии М. М. Степановой; в исполнении этой роли обе певицы чередовалась. А при исполнении партии Людмилы из «Руслана и Людмилы» она чередовалась с Е. Семеновой, также исполнявшей эту партию.
Другие партии: Ольга, 1-я исполнительница («Нижегородцы»); Надежда («Аскольдова могила»); Адина («Любовный напиток»), Лючия ди Ламмермур («Лючия ди Ламмермур»), Ирена («Велизарий» Доницетти), Принцесса Наваррская, Кези, Изабелла («Роберт-Дьявол»), Изабелла («Тайный брак, или Поединок в Пре-о-Клер»), Эльвира («Пуритане»), Графиня Формутье.
Партнеры: С. Байков, Л. Леонов, И. Мельников, Ф. Никольский, О. Петров, А. Рамазанов, В. Шемаев. Пела п/у Э. Направника.
Выступала в концертах: 4 марта 1845 исполнила каватину Антониды «В поле чистое гляжу» в концерте из произведений М. Глинки в Париже п/у Берлиоза.
Автор романса «Le Chevalier» (см. «Художественная газета». 1838. 15 марта. № 5).

Большая Биографическая Энциклопедия говорит о ней: 
Обладала легким голосом приятного тембра. Исп. отличалось виртуозной техникой, изяществом. «Только одна Петрова-Воробьева возбуждала до сих пор подобный восторг публики… Хороший рост, лицо приятное и выразительное, манера благородная. Голос и не первой свежести, но зато сколько в нём приятности и одушевления, какая нежность и чистота! Г-жа Соловьева поет не как соловей, но как малиновка, которой сладостное воркование пробуждает в сердце тысячу драгоценных воспоминаний, наводит на душу легкую тень задумчивости, уносит вас далеко на крыльях мечты». («Северная пчела». 1837. № 196).
С 1843 (или 1844) или после 1860-х гг. жила во Франции.